# Edwardsiana flavescens
Edwardsiana flavescens är en insektsart som först beskrevs av Fabricius 1794.  Edwardsiana flavescens ingår i släktet Edwardsiana och familjen dvärgstritar. Arten är reproducerande i Sverige. Inga underarter finns listade i Catalogue of Life.